# Racismeparagraffen
Den danske straffelovs § 266 b, populært kaldet racismeparagraffen eller diskriminationsparagraffen, forbyder forhånelse eller nedværdigelse på grund af "race, hudfarve, nationale eller etniske oprindelse, tro eller seksuelle orientering." Bestemmelsen blev oprindelig indført i 1939 med begrundelse i den antisemitisme, som inspireret af nazismen i Tyskland også var dukket op i Danmark.
Antallet af sigtelser og domme efter racismeparagraffen har været stigende i løbet af 2010'erne. Mens der var 24 sigtelser i 2010, var tallet fordoblet til 48 i 2019. Antallet af domfældelser, hvor tiltalte blev kendt skyldig, steg fra 1 til 12 i de samme to år.

## Ordlyd
Racismeparagraffen indgår i Straffelovens kapitel 27 om Freds- og ærekrænkelser:
§ 266 b. Den, der offentligt eller med forsæt til udbredelse i en videre kreds fremsætter udtalelse eller anden meddelelse, ved hvilken en gruppe af personer trues, forhånes eller nedværdiges på grund af sin race, hudfarve, nationale eller etniske oprindelse eller tro eller sit handicap eller på grund af den pågældende gruppes seksuelle orientering, kønsidentitet, kønsudtryk eller kønskarakteristika, straffes med bøde eller fængsel indtil 2 år.
Stk. 2. Ved straffens udmåling skal det betragtes som en særligt skærpende omstændighed, at forholdet har karakter af propagandavirksomhed.
En tilsvarende paragraf findes i Kriminallov for Grønland som § 100.

## Baggrund
De første dele af bestemmelsen stammer fra 1939, hvor dens formål var at beskytte de danske jøder:
§ 266 b. Den, der ved Udspredelse af falske Rygter eller Beskyldninger forfølger eller ophidser til Had mod en Gruppe af den danske Befolkning paa Grund af dens Tro, Afstamning eller Statsborgerforhold, straffes med Hæfte eller under formildende Omstændigheder med Bøde. Er Rygterne eller Beskyldningerne fremsat i trykt Skrift eller paa anden Maade, hvorved de er naaet ud til en større Kreds, er Straffen Hæfte eller under skærpende Omstændigheder Fængsel indtil 1 Aar.
Ordlyden blev ændret i 1971 ved indarbejdelsen af FN's konvention om afskaffelse af racediskrimination. I 1987 blev paragraffen udvidet med seksuel orientering. I 1995 blev skærpelsen for propagandavirksomhed tilføjet i stk. 2.
Ændringen i 1971, hvor begrebet "race" blev indskrevet i paragraffen, splittede flere partier på kryds og tværs. Forslagsstilleren var den konservative justitsminister Knud Thestrup. Blandt modstanderne var folketingsmedlemmerne Poul Dam (SF) og senere Preben Wilhjelm (VS). Poul Dam gjorde opmærksom på, at den nazistiske kategori "race" hermed for første gang vandt indpas i dansk lovgivning. Søren Krarup (senere folketingsmedlem for DF) markerede sig også dengang som modstander af paragraffen.

### Debat
Kritikere af paragraffen mener, at den er begrænsende for ytringsfriheden. Kritikken bygger på en betragtning om, at der bør være ubegrænset ytringsfrihed i alle offentlige anliggender, og 1) man alligevel næppe med forbud og straf kan tvinge folk til at hylde tolerante værdier, 2) det kan være svært at sætte grænsen for, hvilke ytringer, der skal forbydes, samt 3) det næppe tjener demokratiet, at intolerante synspunkter og holdninger ikke kommer frem til åben debat, idet de fleste af den slags synspunkter alligevel ikke kan forhindres, og at kriminalisering af ytringer netop fjerner fokus fra det politiske indhold.[kilde mangler]
Paragraffen er tidligere også blevet kritiseret for at den ganske vist fører til mange politianmeldelser, men at der sjældent rejses tiltale eller fældes dom. De manglende straffe kan bevirke, at paragraffen er med til at godkende hånlige ytringer, som den egentlig skulle modvirke.
Folketingsmedlem og præst Jesper Langballe (DF), der selv blev dømt for overtrædelse af paragraffen, mente, at den i princippet umuliggjorde religionskritik (herunder den kristne tradition for at kritisere både kristendommen selv og andre religioner), og at paragraffen blev forvaltet vilkårligt.
Fortalerne for paragraffen mener at kritikken er baseret på manglende forståelse af bestemmelsens omfang. Almindelige holdninger og synspunkter ("jeg mener, at X er syge i hovedet") er ikke strafsanktionerede, da bestemmelsen vedrører voldsomme og krænkende påstande ("X er psykisk syge"). Racismeparagraffen må ikke forveksles med injurieparagraffen §267, der beskytter borgere imod ærekrænkende udtalelser og udbredelse af falske påstande med henblik på at miskreditere offeret. Forskellen på de to bestemmelser består i beskyttelsens omfang. Kun den krænkede person kan rejse tiltale efter injurieparagraffen, mens enhver kan anmelde påståede overtrædelser af racismeparagraffen. Men kun anklagemyndigheden kan rejse tiltale efter racismeparagraffen. Årsagen til tiltaleadgang efter racismeparagraffen er et ønske om udvidet beskyttelse af mindretal imod had, på baggrund af forkerte oplysninger baseret på generaliseringer.

## Manglende ret til bevisførelse
Et særligt forhold ved retssager i henhold til denne paragraf er, at den anklagede ikke har ret til at føre bevis for den eventuelle rigtighed af fremsatte udtalelser. I Rigsadvokatens Meddelelse nr. 2/2011 (14. september 2011) J.nr. RA-2010-609-0080: "Behandlingen af sager om overtrædelse af straffelovens § 266 b, lov om forbud mod forskelsbehandling på grund af race mv., og sager, hvor der er spørgsmål om anvendelse af straffelovens § 81, nr. 6" hedder det blandt andet:
"Det bemærkes, at anklagemyndigheden under straffesagens behandling i retten bør modsætte sig et eventuelt krav fra tiltalte om at føre bevis for rigtigheden af f.eks. beskyldninger om grov kriminalitet. Der vil i den forbindelse kunne henvises til U2000.2234H, hvor Højesteret tilkendegav, at der ikke havde været grundlag for at give tiltalte adgang til den ønskede bevisførelse, der bl.a. havde til formål at godtgøre, at tiltaltes udtalelser hvilede på videnskabelige undersøgelser."
Videre skriver Rigsadvokaten:
"Strafbarheden afhænger ikke af, om den pågældende gruppe rent faktisk har følt sig truet, forhånet eller nedværdiget. Strafbarheden beror på en generel vurdering af, om de relevante udsagn i den konkrete sammenhæng kan anses for egnede til at fremkalde frygt (trusler) eller virke forhånende og/eller nedværdigende."
Om udsagn er strafbare eller ej afhænger altså af en vurdering af, om de kan forventes at have en bestemt effekt – og ikke af, om de konkret har haft en sådan effekt.
Sande udsagn kan godt være dækket af § 266 b. I en kommenteret udgave af den specielle del af straffeloven siger Vagn Greve, at "[d]et antages, at visse ytringer eller tegninger kan virke nedværdigende, selv om de ikke er forhånende. Den kriminaliserede forhånelse eller nedværdigelse kan ske gennem udtryk for ringeagt, latterliggørelse etc. uden hensyn til, om påstanden er falsk eller ej. Videnskabeligt fremsatte teorier og udtalelser, der er led i en saglig debat, er straffri." Få sætninger senere siger Greve desuden, at "[d]er findes en særligt vidtgående ytringsfrihed for politikere om kontroversielle samfundsanliggender, men også denne grænse kan overskrides".

## Udvalgte sager og domme

### Lægge befolkningsgruppe for had pga. dens tro og oprindelse

#### Mogens Glistrup
Mogens Glistrup, stifteren af Fremskridtspartiet, blev tre gange dømt for racisme. Højesteret idømte ham syv dages betinget fængsel for grove racistiske udtalelser i et TV-program i 1997, hvor han kaldte muslimer for "verdensforbrydere", der ville udsætte danskere for "kastrering og drab", og at "enhver, der har studeret muhamedanismen, ved, at de kun er her for at indsmigre sig, indtil de er stærke nok til at henrette os". Højesteret udtalte, at der var tale om “grov forhånelse og nedværdigelse af en befolkningsgruppe på baggrund af den tro og oprindelse.” I 2003 blev han idømt 20 dages ubetinget fængsel for i forbindelse med sin genindtræden i Fremskridtspartiet bl.a. at have sagt, at "muhamedanere skal indfanges og samles i lejre og sælges til dem, der vil betale mest". Endelig fik han i oktober 2004 ved Østre Landsret en dom på 30 dages betinget fængsel for udsagn fremsat ved et vælgermøde og i et tv-program i 2001.

#### Studiemagasinetog Dansk Folkepartis Ungdom
I 2002 blev Morten Messerschmidt, Kenneth Kristensen Berth og to andre tidligere bestyrelsesmedlemmer fra Dansk Folkepartis Ungdom idømt 7 dages betinget fængsel for overtrædelse af straffelovens § 266b stk. 1. De blev dog frikendt for at have overtrådt § 266 b stk. 2. Dommen faldt i Retten i Hvidovre 11. oktober 2002 (sagsnummer: 111002), og den blev stadfæstet i Østre Landsret 9. maj 2003 med skærpelse af straffen til 14 dages betinget fængsel. Anledningen var en annonce i bladet Studiemagasinet i 2001 med teksten: ”Masse-voldtægter, Grov vold, Utryghed, Tvangsægteskaber, Kvindeundertrykkelse, Bandekriminalitet. Det er, hvad et multietnisk samfund tilbyder os”.
Byrettens bemærkninger var:
 Annoncen og den hertil svarende plakat kommunikerer med både billeder og tekst. De bærende elementer er navnlig den røde tekst: "Massevoldtægter, Grov vold, Utryghed, Tvangsægteskaber, Kvindeundertrykkelse, Bandekriminalitet" og det med rødt indrammede billede: et pressefoto af hamas studenter fra Vestbredden, der hætteklædte og blodplettede fremviser Koranen. Når slagordene i den røde tekst ledsages af det skræmmende billede af muslimer, der fremviser Koranen, sendes det budskab, at der kan sættes lighedstegn mellem troen på Koranen på den ene side og massevoldtægter, grov vold, utryghed, tvangsægteskaber, kvindeundertrykkelse samt bandekriminalitet på den anden side. Budskabet sløres ikke af, at annoncen og plakaten tillige indeholder teksten: "Det er, hvad et multietnisk samfund tilbyder os". Billedet i den røde ramme illustrerer ikke et multietnisk samfund. Billedet henviser meget klart - bl.a. ved Koranens centrale placering midt i billedet - til en bestemt gruppe af personer kendetegnet ved deres tro. Annoncen og plakaten lægger hermed en befolkningsgruppe for had på grund af dens tro og oprindelse, og meddelelsen er groft forhånende og nedværdigende overfor personer af muslimsk observans.

De to redaktører af bladet blev hver idømt fem dagbøder a 500 kr.

### Seksuel orientering

#### Emmy Fomsgaard
I 1990 blev Emmy Fomsgaaard tiltalt for i et læserbrev at have skrevet ”Er en homofil ikke en slags tyv? Stjæler han ikke sin næstes ære, og måske hans liv, ved at udnytte ham og måske påføre ham AIDS?….. Homosex er den ækleste form for hor.” Emmy Fomsgaard blev frikendt i både Retten i Skjern og Vestre Landsret, hvor dommerstemmerne dog var 3-3. Det blev i den forbindelse blandt andet påpeget, at direkte citater fra Bibelen faldt uden for racismeparagraffen.

#### Bruno Hollendsted
I 2001 anmeldte Landsforeningen for bøsser og lesbiske en folketingskandidat for Kristeligt Folkeparti, Bruno Hollendsted, der havde udtalt: ”Homoseksualitet er en abnorm seksuel fejludvikling beslægtet med pædofili og nekrofili. Den slags forhold ligger hinsides tanken – ja end ikke laverestående primater etablerer sig i denne samlivsform...Jeg vil nok sige homoseksualitet er et handicap...” Anmeldelsen blev afvist af politimesteren i Ålborg og senere Statsadvokaten.[kilde mangler]

### Religion

#### Lars Hedegaard
I 2010 blev Lars Hedegaard sigtet for i et interview på internettet i 2009 at have udtalt:
"But they rape their own children. And you hear that all the time that girls in Muslim families are raped by their uncles or cousins or their father. There was a recent book that came out in Norway, written by a Somalian girl. It was called "Se oss" ('see us, note us, notice us') – where she talks about conditions of Somali families in Norway. She was raped by her uncle. Her mother and her mother's friends and her father made no protest. Women are basically – how could i describe it – they have no value. They are not human beings. They have a function as wombs. They bear the offspring of the warriors in order to create new warriors. Other than that, they – well, they can be used for sexual purposes, but they have no value."
Lars Hedegaard blev anmeldt af Yilmaz Evcil, næstformand for Århus Kommunes Integrationsråd, og statsadvokaten rejste tiltale. Sagen blev anket til Højesteret, der enstemmigt frifandt Lars Hedegaard. Retten fandt det ikke bevist at udtalelserne, der fandt sted under private former, var fremsat med henblik på offentliggørelse.

#### Jesper Langballe
I 2010 blev folketingsmedlem Jesper Langballe idømt ti dagbøder à 500 kroner på grund af et indlæg i Berlingske Tidende den 22. januar 2010. Under overskriften "Islams formørkede kvindesyn" havde han skrevet: "Selvfølgelig skulle Lars Hedegaard ikke have sagt, at der er muslimske fædre, der voldtager deres døtre, når sandheden i stedet synes at være, at de nøjes med at slå døtrene ihjel (de såkaldte æresdrab) – og i øvrigt vender det blinde øje til onklers voldtægt."

#### Hizb ut-Tahrir
Organisationen Hizb ut-Tahrir havde i 2002 på løbesedler skrevet blandt andet:
"Og dræb dem, hvorend I finder dem, og fordriv dem, hvorfra de fordrev jer. ... Jøderne er et bagvaskende folk, og de er et folk, der forråder og bryder aftaler og pagter, og de opdigter løgne og fordrejer ord fra deres rette sammenhæng, og de fratager uretfærdigt rettighederne og de har dræbt profeter og dræber uskyldige, og de er voldsommest i fjendskab til muslimerne, og Allah har forbudt os at tage dem til loyale venner."
Første sætning var et citat fra koranen. Hizb ut-Tahrirs talsmand Fadi Abdullatif blev i oktober 2002 idømt 60 dages betinget fængsel.

#### Firoozeh Bazrafkan
I et blogindlæg på Jyllands-Postens hjemmeside skrev den iransk fødte billedkunstner og blogger Firoozeh Bazrafkan 6. december 2011 blandt andet følgende:
“… jeg er meget overbevist om, at muslimske mænd i meget stort omfang verden over både voldtager, mishandler og slår deres døtre ihjel. Dette skyldes efter min mening som dansk-iraner, at der er tale om en defekt, menneskefjendsk kultur – hvis det overhovedet er kultur? Men man kan sige, jeg mener, at der er tale om en defekt menneskefjendsk religion, hvis lærebog Koranen om muligt er endnu mere umoralsk, forkastelig og vanvittig end de andre 2 verdensreligioners manualer tilsammen.”
Firoozeh Bazrafkan blev idømt en bøde i oktober 2012 på grundlag af en vurdering hos jurister hos Aarhus Politi, men frifundet ved Retten i Århus i december 2012. Den 16. september 2013 blev hun imidlertid atter dømt en bøde af Vestre Landsret. Det hører med til sagen, at udtalelsen var et citat fra en mand, som i Københavns Byret blev dømt for racisme, da han udeblev fra retssagen. I dommen hedder det:
"Ved udformningen af indlægget har tiltalte ikke blot refereret en tidligere udtalelse, men gjort bemærkningerne om voldtægt, mishandling og drab til sine egne. Ved at lade indlægget optage på bloggen har tiltalte herefter forsætligt offentligt fremsat udtalelser, ved hvilken en gruppe af personer forhånes og nedværdiges på grund af deres tro. Vi finder derfor tiltalte skyldig i tiltalen."

#### Facebook-joke
Den 17. august 2015 frikendte Retten i Odense en 29-årig mand og en 19-årig kvinde for overtrædelse af racismeparagraffen ved at have delt en vittighed om muslimer på Facebook. Vittigheden lød:
- Mooar! Hvorfor spiser vi ikke aber?
Fordi vi er beslægtede med dem!
- Er det, så også derfor muslimer ikke spiser grise?
Retten fandt hverken at vittigheden var en overtrædelse af racismeparagraffen eller at de tiltalte havde forsæt til udbredelse til en videre kreds.

#### Mogens Camre sammenligner muslimer med nazister
Den 18. august 2015 blev Mogens Camre med dommerstemmerne 2-1 idømt ti dagbøder à 800 kr for den 24. juli 2014 på Twitter at have ytret: "Om jødernes situation i Europa: Muslimerne fortsætter, hvor Hitler sluttede. Kun den behandling, Hitler fik, vil ændre situationen."
Mogens Camre ankede dommen på stedet. Efter dommen udtalte Søren Espersen at dommen ikke ville få konsekvenser for Mogens Camres medlemskab af Dansk Folkeparti. Østre Landsret stadfæstede 1. februar 2016 dommen.

### Race

#### Rasmus Paludan
I april 2019 blev Rasmus Paludan ved Retten i Glostrup idømt 14 dages betinget fængsel for at have overtrådt racismeparagraffen ved at udtale sig racistisk om afrikanere. Det skete, efter at han i en video lagt op den 2. april 2018 på YouTube havde draget en kobling mellem afrikanere og lav intelligens. Blandt andet sagde han ifølge anklageskriftet:
 "Ja, når man som [Bwalya Sørensen] og som de fleste negere i Sydafrika ikke er begavede nok til at kunne se, hvordan tingene rent faktisk forholder sig, så er det meget nemmere kun at se i sort/hvid, og som sagt give skylden til de hvide."

 Retten vurderede desuden, at videoen var et udtryk for propagandavirksomhed, hvilket ifølge loven er en skærpende omstændighed. Paludan ankede dommen til Østre Landsret, som den 4. juli 2019 stadfæstede den.
B.T. skrev, at forsvaret forsøgte at "dokumentere, at der igennem mange år har fundet akademiske diskussioner sted på danske og udenlandske universiteter, som handler om netop intelligensniveauet for forskellige lande", og at tegne "et billede af, at det må siges at være helt legalt at debattere disse sager politisk". Efter domsafsigelsen udtalte anklageren, at "[d]er [ikke var] tale om ytringer inden for ytringsfriheden, og [at] man [ikke kan] sige, at det hører under en saglig debat. Det er klart ud over den grænse".

#### Paludans anden dom
I juni 2020 blev Paludan ved Retten i Næstved igen dømt for at have overtrådt § 266 b ved fem episoder i perioden april 2018-april 2019. Ved samme lejlighed blev han dømt for at have fremsat ærekrænkende beskyldninger imod en person samt for overtrædelse af databeskyttelsesloven og færdselsloven. Paludan blev idømt tre måneders fængsel, hvoraf de to var betinget, frakendelse af retten til at beskæftige sig med straffesager og sager vedrørende fri proces i tre år, frakendelse af kørekortet i ét år samt en bøde på 8.000 kr. og erstatning på 35.000 kr. i forholdet om æreskrænkelse. Paludan fortalte efterfølgende, at han ville anke dommen.

## Færøerne
Den 15. december 2006 vedtog det færøske Lagting at tilføje seksuel orientering til § 266b i den færøske straffelov. Derved gennemførte man samme ændring som i Danmark i 1987. Der var hård debat om lovændringen i det færøske samfund, og stemmetallene havde tidligere stået lige i Lagtinget, men den endelige afstemning endte med 17 for, 15 imod.